# Alexandre Louis Simon Lejeune
Alexandre Louis (Alexander Ludwig) Simon Lejeune, född 23 december 1779 i Verviers, död 28 december 1858, var en belgisk läkare och botaniker.
Auktorsnamnet Lej. kan användas för Alexandre Louis Simon Lejeune i samband med ett vetenskapligt namn inom botaniken; se Wikipediaartiklar som länkar till auktorsnamnet.

## Publikationer
- Tableau methodique de regne végétal du departament de L'Ourthe, 1806
- Flore des environs de Spa, 1811.
- Revue de la flore des environs de Spa, Lüttich 1824.
- De Libertia, novo graminum genere, Commentatio 1825.
- Choix des plantes de la Belgique, (i samarbete med Richard Courtois, 20 band, 1825 ‑ 1830
- Compendium florae belgicae (i samarbete med Richard Courtois), 3 band, 1828 ‑ 1836.[2][3]